# A7 (mixtape)
Pour les articles homonymes, voir A7.
Albums de SCH
Anarchie
(2016)
Singles
1. Gomorra
Sortie : 15 octobre 2015
2. Liquide
Sortie : 2 novembre 2015
3. A7
Sortie : 11 novembre 2015
4. Champs-Élysées
Sortie : 10 décembre 2015
5. Solides
Sortie : 14 janvier 2016
6. Fusil
Sortie : 18 février 2016

A7 est la première mixtape du rappeur français SCH, sortie le 13 novembre 2015 sous les labels Braabus Music, Def Jam France et Universal.  

## Genèse
SCH est repéré par Lacrim à la suite d'un remix du titre On fait pas ça à la fin de l'année 2014. Celui-ci lui offre alors l'occasion de sortir un titre solo, Millions, sur la mixtape R.I.P.R.O. Volume I. Cette opportunité permet à SCH de gagner en exposition et de signer par la suite chez Def Jam France.
La première partie du CD est composée par Guilty et DJ Ritmin du collectif toulousain Katrina Squad et la seconde partie par DJ Kore,. Ce dernier assure également la direction artistique du projet.
Le titre est une référence à l'autoroute A7 reliant Lyon à Marseille.

## Pochette
La pochette, réalisée par Koria à La Plaine Saint-Denis,, représente SCH torse nu faisant un doigt d'honneur. La composition fait référence au film Blow. Le choix de Koria sur la cover s'est porté un portrait de SCH du fait que le personnage se suffisait à lui-même. Il voulait aussi qu'on ne puisse pas comprendre visuellement le genre musical que proposerait la mixtape.

## Promotion
Le titre C'est la vie sort le 16 septembre 2015 en tant que morceau promotionnel,. 
Le 24 novembre 2015, SCH sort le morceau bonus Morpheus, ne figurant pas sur le projet.

## Liste des titres
| No  | Titre                                          | Producteur(s)                        | Durée |
| --- | ---------------------------------------------- | ------------------------------------ | ----- |
| 1.  | John Lennon                                    | Katrina Squad (Guilty)               | 2:09  |
| 2.  | A7                                             | Katrina Squad (DJ Ritmin & Guilty)   | 4:44  |
| 3.  | Solides                                        | Katrina Squad (Guilty)               | 4:07  |
| 4.  | Gédéon                                         | Katrina Squad (Guilty)               | 3:19  |
| 5.  | Rêves de gosse                                 | Katrina Squad (Guilty)               | 3:47  |
| 6.  | Genny & Ciiro                                  | Katrina Squad (DJ Ritmin & Guilty)   | 1:20  |
| 7.  | Gomorra                                        | Katrina Squad (DJ Ritmin & Guilty)   | 3:42  |
| 8.  | Mauvaises idées                                | Katrina Squad (Guilty)               | 2:21  |
| 9.  | Liquide (featuring Lacrim)                     | Aurélien Mazin, Jemi Black & Kore    | 4:43  |
| 10. | Pas de manières (featuring Sadek & Lapso Laps) | Aurélien Mazin, Kore & Nacer Moundir | 3:52  |
| 11. | Drogue prohibée                                | Aurélien Mazin & Kore                | 3:22  |
| 12. | Champs-Élysées                                 | Aurélien Mazin, Kore & Myd           | 3:45  |
| 13. | J'reviens de loin                              | Aurélien Mazin & Kore                | 4:18  |
| 14. | Fusil                                          | Aurélien Mazin & Kore                | 4:12  |

## Réception

### Accueil critique
Selon le site Genius, ce projet est considéré par les auditeurs comme le meilleur de la discographie de SCH, ainsi que comme un classique du rap français de la dernière décennie, notamment grâce à sa direction artistique remarquable.

### Ventes
Lors de sa première semaine d'exploitation, la mixtape s'écoule à 12 496 exemplaires et se place en première position du classement digital puis est certifiée disque d'or en mars 2016 avec plus de 50 000 exemplaires vendus.
En mai 2016, le nombre total de ventes est porté à 68 858 auquel sont ajoutés 163 846 ventes d'équivalents streams, offrant alors la certification double platine au projet.
En 2021, le nombre de ventes dépasse la barre des 500 000.

## Clips vidéo
- 15 octobre 2015 : Gomorra
- 2 novembre 2015 : Liquide (feat. Lacrim)
- 11 novembre 2015 : A7
- 10 décembre 2015 : Champs-Élysées
- 14 janvier 2016 : Solides
- 18 février 2016 : Fusil

## Classements et certifications

### Classement par pays
| Classements (2015)           | Meilleure position |
| ---------------------------- | ------------------ |
| Belgique (Wallonie Ultratop) | 12                 |
| France (SNEP)                | 7                  |
| Suisse (Schweizer Hitparade) | 18                 |

### Classement annuel
| Classement (2016) | Certification | Position |
| ----------------- | ------------- | -------- |
| France (SNEP)     | 2 × Platine   | 30       |